# Aisha Hinds
Aisha Hinds (New York, 13 november 1975) is een Amerikaanse actrice.

## Filmografie

### Films
Uitgezonderd korte films.
- 2019 King of the Monsters - als kolonel Diane Foster
- 2016 All the Way - als Fannie Lou Hamer
- 2016 Untitled Lena Waithe Project - als Jada
- 2015 Breed - als kapitein Dennison
- 2015 Runaway Island - als Lara Cook-Nordholm
- 2014 Beyond the Lights - als J Stanley
- 2014 If I Stay - als verpleegster Ramirez
- 2013 Star Trek Into Darkness – als navigatieofficier Darwin
- 2011 Five – als Bernice
- 2011 Gun Hill – als Arlene Carter
- 2010 The Next Three Days – als detective Collero
- 2010 Unstoppable – als vertegenwoordiger van de veiligheidscampagne van een treinbedrijf
- 2009 Within – als Dr. Kelly
- 2009 Prison Break: The Final Break – als bewaakster Cowler
- 2009 Lost Dream – als professor Capello
- 2009 Madea Goes to Jail – als Fran
- 2008 Inseparable – als Bitsi
- 2007 Mr. Brooks – als Nancy Hart
- 2005 Neo Ned – als winkelende vrouw
- 2005 Assault on Precinct 13 – als Anna
- 2005 Hate – als Paula

### Televisieseries
Uitgezonderd eenmalige gastrollen.
- 2018-2022 9-1-1 - als Henrietta 'Hen' Wilson - 87 afl.
- 2018 Unsolved - als Voletta Wallace - 5 afl.
- 2017 Shots Fired - als pastor Janae James - 10 afl.
- 2017 Underground - als Harriet Tubman - 7 afl.
- 2013 - 2015 Under the Dome – als Carolyn Hill – 16 afl.
- 2014 NCIS: Los Angeles - als hoofdonderzoekster Ava Wallace - 3 afl.
- 2013 Cult – als Rosalind Sakelik – 7 afl.
- 2010 – 2011 Detroit 1-8-7 – als luitenant Maureen Mason – 18 afl.
- 2010 Weeds – als Latrice – 3 afl.
- 2008 – 2010 True Blood – als Miss Jeanette – 8 afl.
- 2009 – 2010 Hawthorne – als Isabel Walsh – 8 afl.
- 2009 Dollhouse – als Loomis – 5 afl.
- 2009 Prison Break – als bewaakster Cowler – 2 afl.
- 2005 – 2006 Invasion – als Mona Gomez – 15 afl.
- 2004 The Shield – als Annie Price – 8 afl.
- 2003 NYPD Blue – als Carla Howell – 2 afl.

- Gemeinsame Normdatei: 1302091492
- International Standard Name Identifier: 0000 0003 8177 2178
- Library of Congress Control Number: no2012128193
- Virtual International Authority File: 263000469
- WorldCat: E39PBJjCQ43HwD8XWDMRXyCWjC